# 332
Năm 332 là một năm trong lịch Julius.